# Mit Herz und Handschellen
Mit Herz und Handschellen  è una serie televisiva tedesca di genere poliziesco  prodotta da Hoffmann & Voges Entertainment e trasmessa dal 2002 al 2010 dall'emittente Sat.1. Protagonisti della serie sono Henning Baum ed Elena Uhlig; altri interpreti principali sono Jannis Sprengler, Rainer Haustein e Sarah Camp.
La serie si compone di 3 stagioni più un episodio pilota, per un totale di 22 episodi. . L'episodio pilota fu trasmesso in prima visione il 22 ottobre 2002, seguito dal primo vero e proprio episodio della prima stagione intitolato Eishockey e trasmesso il 22 settembre 2003, mentre l'ultimo episodio, intitolato Todfeinde, fu trasmesso in prima visione il 21 luglio 2010.

## Trama
Protagonisti delle vicende sono due commissari di polizia di Monaco di Baviera, Leo Kraft e Nina Metz. I due formano una coppia affiatata ed infallibile sul lavoro, ma nella vita privata sono alle prese con i rispettivi problemi sentimentali:  Leo sta affrontando la separazione dall'ex-compagno Bernd, mentre Nina vive una relazione travagliata con Thorsten.

## Episodi
| Stagione         | Puntate | Prima TV Germania | Prima TV Italia |
| ---------------- | ------- | ----------------- | --------------- |
| Prima stagione   | 2003    | 8                 | inedita         |
| Seconda stagione | 2005    | 10                | inedita         |
| Terza stagione   | 2006    | 3                 | inedita         |